# زبان روندی
زبان روندی یکی از زبان‌های بانتو است که بیش از ۸ میلیون گویشور دارد که در کشورهای بوروندی، اوگاندا، تانزانیا و جمهوری دموکراتیک کنگو می‌زیند. روندی زبان رسمی کشور بوروندی است. بیشتر گویشوران این زبان وابسته به قومیت هوتو (۸۴٪) و بقیه از قومیت‌های توتسی و توا هستند.
گویش‌وران این زبان با گویش‌وران زبان زبان رواندایی در کشور همسایه رواندا، فهم دوطرفه از زبان یک‌دیگر دارند. در واقع این دو زبان، دو لهجه از یک زبان واحد می‌باشند.